# Arenaromyia dracunculis
Arenaromyia dracunculis är en tvåvingeart som beskrevs av Fedotova 1999. Arenaromyia dracunculis ingår i släktet Arenaromyia och familjen gallmyggor. Inga underarter finns listade i Catalogue of Life.